# Europa (etichetta discografica)
La Europa è un'etichetta discografica tedesca. Fa parte della Sony Corporation of America.

## Storia
L'etichetta venne fondata nel 1965 a Quickborn, città vicino ad Amburgo, da Dave Leonard Miller, Andreas Erich Beurmann (alias Hans Meinhardt) e Wilhelm Wille. Inizialmente fece parte della Miller International Schallplatten, per poi venire ceduta alla MCA Records, alla BMG, e alla Sony Corporation of America.
In Germania è conosciuta soprattutto per la pubblicazione di dischi con racconti per l'infanzia recitati, musica beat tedesca, rock psichedelico e progressivo.
Le principali collane discografiche della etichetta distribuite in Germania:
- Europa Exquisit: usata per registrazioni pubblicate in licenza di altre case discografiche
- Europa Klassik: musica classica
- Europa Kinderserie: racconti per l'infanzia

Dave Leonard Miller ha inoltre fondato le seguenti etichette:
- Alshire Records: comprende le registrazioni dell'orchestra 101 Strings
- Somerset Records: serie economica
- Stereo Gold Award: serie economica

### Italia
In Italia, all'epoca dei 33 giri, l'etichetta è stata stampata e distribuita da Ducale con un catalogo selezionato per il pubblico italiano, comprendente dischi di musica classica, popolare e folcloristica.

## Dischi
La datazione qui riportata si basa sull'etichetta del disco o sulla copertina; qualora nessuno di questi elementi abbia una datazione, è basata sulla numerazione del catalogo; talora è, infine, basata sul codice della matrice di stampa. Se esistenti, sono riportati, oltre all'anno, il mese e il giorno (quest'ultimo dato si trova, a volte, stampato sul vinile).

### 33 giri
| Numero di catalogo | Anno | Interprete                                                          | Titoli                                                      |
| ------------------ | ---- | ------------------------------------------------------------------- | ----------------------------------------------------------- |
| EUC 121            |      | Mozart e Ciaikovski                                                 |                                                             |
| EUC 138            |      |                                                                     | Capolavori della musica barocca                             |
| EUC 168            |      |                                                                     | Country an western music                                    |
| EUC 169            | 1971 | The Pennsylvania Gospel Group - The Pearls of Joy                   | Gospel and spirituals                                       |
| EUC 170            |      | Johann Sebastian Bach                                               | Concerti brandeburghesi n. 1, 2, 6                          |
| EUC 171            |      | Johann Sebastian Bach                                               | Concerti brandeburghesi n. 3, 4, 5                          |
| EUC 179            |      | Georg Friedrich Händel                                              | Concerto per organo e orchestra                             |
| EUC 180            |      | Fryderyk Chopin                                                     | I più bei valzer per pianoforte                             |
| EUC 181            |      |                                                                     | Bella Italia                                                |
| EUC 184            |      |                                                                     | Festa da ballo con Frankie                                  |
| EUC 185            |      | Johann Strauss                                                      | Il meglio di Johann Strauss                                 |
| EUC 187            |      |                                                                     | Folk da tutto il mondo                                      |
| EUC 193            |      | Orchestra di Frank Valdor                                           | Classics for dancing                                        |
| EUC 195            |      |                                                                     | Giro del mondo in fisarmonica                               |
| EUC 300            |      |                                                                     | Oratorio di Natale                                          |
| EUC 304            |      | Wolfgang Amadeus Mozart                                             | Concerto per pianoforte e orchestra in do min.              |
| EUC 304            |      | Wolfgang Amadeus Mozart                                             | Concerto per pianoforte in re bem.                          |
| EUC 315            |      | Tijuana Mariachis                                                   | Mexico party 2                                              |
| EUC 320            |      |                                                                     | Concerto di musica richiesta                                |
| EUC 321            |      |                                                                     | Russische chore (cori russi)                                |
| EUC 323            |      |                                                                     | L'incantesimo della putza (melodie tzigane)                 |
| EUC 328            | 1972 |                                                                     | Il favoloso Don                                             |
| EUC 340            |      | Bill Haley and his Comets                                           | Rock'n' Soul                                                |
| EUC 341            |      |                                                                     | Bonanza (country & western hits)                            |
| EUC 342            |      |                                                                     | Paradies Hawaii                                             |
| EUC 343            |      |                                                                     | Flamencos                                                   |
| EUC 345            | 1972 | Orchestra de Sandor Josè y sus Mariachis Mexicanos                  | Mexican trumpets                                            |
| EUC 347            |      |                                                                     | Kaiserwalzer (i valzer più famosi)                          |
| EUC 348            |      |                                                                     | L'incantesimo del barocco                                   |
| EUC 350            |      |                                                                     | Music for wild angels (ballabili)                           |
| EUC 353            |      |                                                                     | Stereo perfect 1 (successi da "Hit Parade")                 |
| EUC 354            |      | Papa Oscar Dixielanders                                             | Dixieland favourites                                        |
| EUC 357            |      |                                                                     | Fiesta tropicana                                            |
| EUC 358            |      |                                                                     | Volga Volga                                                 |
| EUC 362            |      |                                                                     | Dancing à la discoteque                                     |
| EUC 363            |      |                                                                     | Jazz goes swinging                                          |
| EUC 370            | 1971 | Los Muchachos                                                       | Fiesta in Acapulco                                          |
| EUC 374            |      |                                                                     | Paris                                                       |
| EUC 375            |      |                                                                     | Musica per cocktails                                        |
| EUC 380            |      |                                                                     | Die Original Hoch- und Deutschmeister                       |
| EUC 383            |      |                                                                     | Happy music                                                 |
| EUC 384            |      |                                                                     | Concerti per organo diretti dal prof. Michael Schneider     |
| EUC 385            |      | Miriam Klein                                                        | Blues & boogie                                              |
| EUC 386            |      | Emil Mangelsdorff                                                   | Old fashioned new sound                                     |
| EUC 389            |      | Giuseppe Verdi                                                      | La traviata                                                 |
| EUC 390            |      |                                                                     | Sonniges Jugoslawien                                        |
| EUC 394            |      |                                                                     | Vienna è sempre Vienna                                      |
| EUC 399            |      | Jerry Blow                                                          | Rock'n' Blues                                               |
| EUC 413            |      | Albert Nicholas                                                     | Featuring Miriam Klein                                      |
| EUC 416            |      |                                                                     | Gonna dance                                                 |
| EUC 419            |      | Enrico Caruso                                                       | I più grandi cantanti del passato                           |
| EUC 420            |      | Fedor Schaljapin                                                    | I più grandi cantanti del passato                           |
| EUC 421            |      | Heinrich Schlusnus                                                  | I più grandi cantanti del passato                           |
| EUC 424            |      |                                                                     | Electric food                                               |
| EUC 434            |      | Don Cossack Choir - Michael Minsky, dir.                            | Solisti cosacchi del Don                                    |
| EUC 435            |      | Beniamino Gigli                                                     | I più grandi cantanti del passato                           |
| EUC 441            |      | Jack Lester Special Band                                            | Stereo perfect 2 (successi internazionali)                  |
| EUC 443            |      | Jack Lester Special Band                                            | Easy rider: born on the road                                |
| EUC 440            |      | Richard Wagner                                                      | Tannhauser                                                  |
| EUC 444            |      | Jack Lester Special Band                                            | Tango time                                                  |
| EUC 445            |      | Tijuana Brass                                                       | Mexican trumpets                                            |
| EUC 448            |      | Harry Mooten Akkordeon-Trio                                         | Akkordeon 3 dimensional                                     |
| EUC 450            |      |                                                                     | Banjo festival                                              |
| EUC 452            |      | The Children of Quechua                                             | El condor pasa                                              |
| EUC 460            |      |                                                                     | On the rocks                                                |
| EUC 463            |      |                                                                     | La montanara (cori alpini internazionali)                   |
| EUC 465            |      |                                                                     | Love story                                                  |
| EUC 467            |      |                                                                     | Get it on - "I did what I did for Maria"                    |
| EUC 468            |      |                                                                     | Borriquito. Mamy Blue - Here's to you                       |
| EUC 471            |      | Jack Lester Special Band                                            | Europa tanzparty                                            |
| EUC 484            |      |                                                                     | Top hits international 2                                    |
| EUC 485            |      |                                                                     | Europa hitparade                                            |
| EUC 486            |      |                                                                     | Rocj 'n' roll                                               |
| EUC 587            |      | Johann Sebastian Bach                                               |                                                             |
| EUC 591            |      | Ludwig van Beethoven                                                |                                                             |
| EUC 604            |      | Georg Friedrich Händel, Alessandro Marcello, Georg Philipp Telemann |                                                             |
| EUC 611            |      | Felix Mendelssohn, Ludwig van Beethoven                             |                                                             |
| EUC 625            |      |                                                                     | Concerto per trombe                                         |
| EUC 627            |      | Wolfgang Amadeus Mozart                                             | Concerto per pianoforte in Fa magg.                         |
| EUC 631            |      | Fryderyk Chopin                                                     | Studio n. 12 op. 25                                         |
| EUC 635            | 1972 | Alfons Bauer e i suoi musicisti                                     | Alfons Bauer spielt auf (Balli e marce tirolesi e bavaresi) |
| EUC 645            |      | Johann Sebastian Bach                                               | Tre sonate per flauto e cembalo                             |
| EUC 659            |      | Orchestra di Frank Valdor                                           | Hits a gogo                                                 |
| EUC 660            |      |                                                                     | Trumpets a gogo                                             |
| EUC 665            |      | Mexican Mariachi Brass                                              | Festa Tijuana                                               |
| EUC 669            |      | Orchestra e coro di Frank Valdor                                    | Hammond Hit Parade                                          |
| EUC 671            |      | Horst Fisher                                                        | Trumpets for millions                                       |
| EUC 691            |      | Orchestra Frank Valdor                                              | Wodka a gogo                                                |
| EUC 712            |      | Frank Valdor                                                        | Frank Valdor in Mexico                                      |
| EUC 719            |      |                                                                     | Marce europee                                               |